# سيرجيو أغوزا
سيرجيو أغوزا (بالإسبانية: Sergio Aguza Santiago) (22 سبتمبر 1992 بسان باوديليو دي يوبريغات في إسبانيا - ) هو لاعب كرة قدم إسباني في مركز الوسط. لعب مع بونفيرادينا وريال مدريد ج وميلتون كينز دونز.

## وصلات خارجية
- سيرجيو أغوزا على موقع قاعدة بيانات كرة القدم.إي يو (الإنجليزية)
- سيرجيو أغوزا على موقع Soccerbase.com (لاعب) (الإنجليزية)
- سيرجيو أغوزا على موقع Soccerway.com (الإنجليزية)
- سيرجيو أغوزا على موقع AS.com (الإسبانية)